# محافظة كوياه

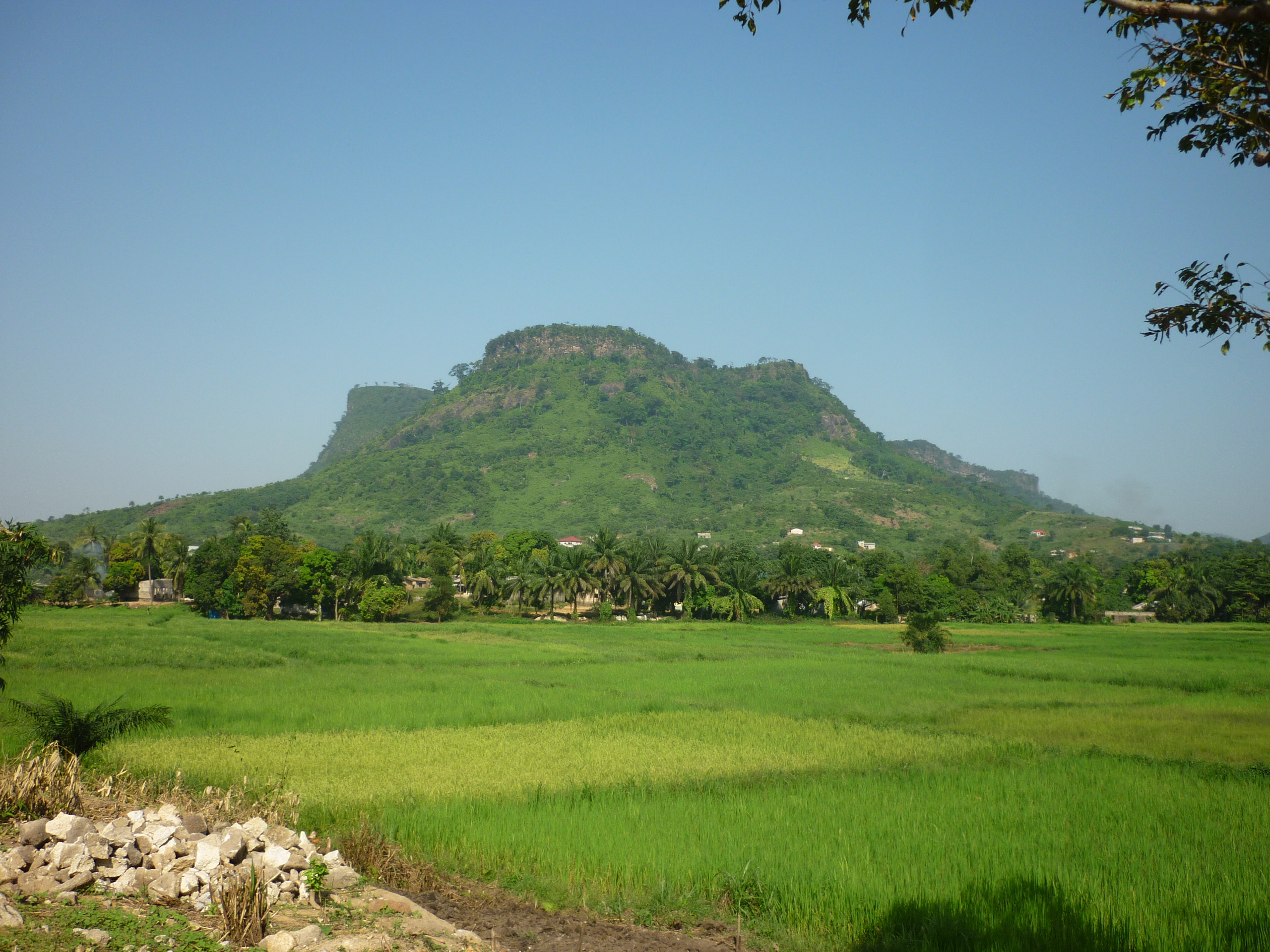
جبل كوياه

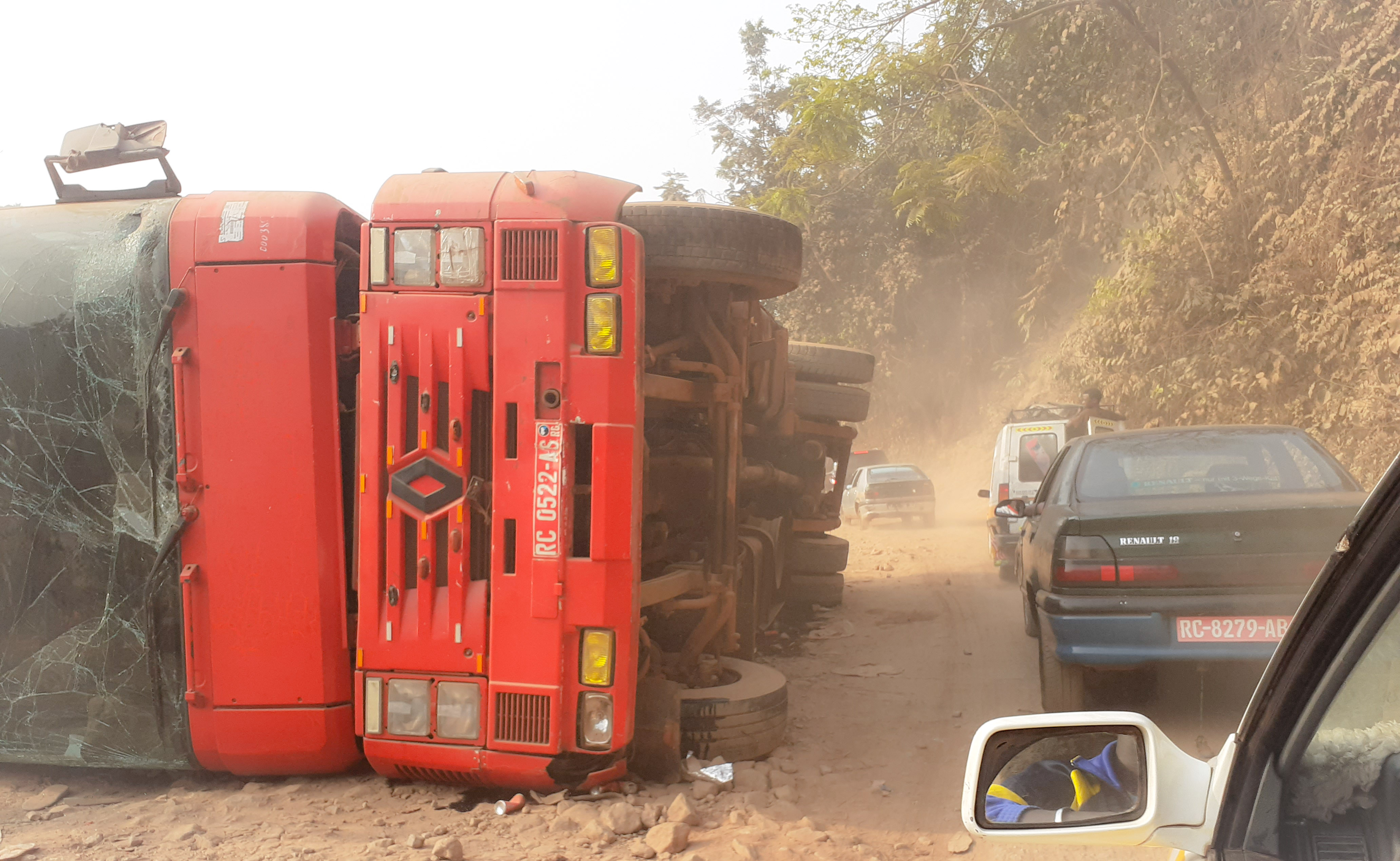
حادث شاحنة على طريق كاكا

كوياه ههي محافظة غينية تقع في إقليم كنديا. عاصمتها هي كوياه. تبلغ مساحة المحافظة 1،375 كيلومتر مربع ويبلغ عدد سكانها 263861 نسمة.

## المحافظات الفرعية
تنقسم المحافظة إدارياً إلى 4 محافظات فرعية :
1. كوياه مركز
2. كوريه
3. مانيه
4. ونكيفونغ